# 1 Inowrocławski Hufiec Harcerzy ZHR
Inowrocławski Związek Drużyn Harcerzy – jednostka terytorialna Kujawsko-Pomorskiej Chorągwi Harcerzy ZHR. Zrzesza męskie drużyny ZHR działające na terenie powiatu inowrocławskiego.

## Poprzedni hufcowi
- hm. Tomasz Sibora HR (1992 – 1995)
- phm. Waldemar Przybylski HO (1995 – 1999)
- phm. Włodzimierz Kozłowski HR (1999 – 2002)
- (p.o.) pwd. Dariusz Ligęza HO (2002 – 2004)
- phm. Włodzimierz Kozłowski HR (2004 – 2007)
- phm. Wojciech Smolak HR (2007 – 2010)
- (p.o.) pwd. Maciej Janiak HO (2010 – 2011)
- phm. Włodzimierz Kozłowski HR (2012–2021)
- pwd. Michał Lewandowski HO (od 2021– obecnie)

## Drużyny
- 4 Inowrocławska Gromada Zuchów „Osadnicy Plutona”  – wódz gromady ćw. Jan Nowacki
- 5 Inowrocławska Drużyna Harcerzy "Grot" im. gen. Stanisława Skalskiego – drużynowy ćw. Jan Bogdanowicz
- 2 Inowrocławska Drużyna Wędrowników - drużynowy phm. Włodzimierz Kozłowski HR